# Obyčtov
Obyčtov település Csehországban, a Žďár nad Sázavou-i járásban. Obyčtov Ostrov nad Oslavou, Sazomín, Bohdalec, Hodíškov, Jámy és Nové Město na Moravě településekkel határos. Lakosainak száma 442 fő (2024. január 1.).

## Népesség
A település lakosságának változását az alábbi diagram mutatja:
| Lakosok száma | 422  | 421  | 378  | 351  | 381  | 389  | 416  | 427  | 434  | 442  |
|               | 1869 | 1890 | 1921 | 1950 | 1980 | 2001 | 2017 | 2019 | 2022 | 2024 |